# 新城溪
新城溪位於台灣東北部，為一縣市管河川，幹流長度18.13公里，流域面積50.46平方公里，分佈於宜蘭縣蘇澳鎮北部及冬山鄉、南澳鄉、大同鄉與該鎮接壤地區。主流上游為武荖坑溪，發源於標高1,477公尺之蘭崁山北側，先向北後轉東北流至武荖坑風景區附近，與支流東武荖坑溪會合後，始稱新城溪。本流續流經武荖坑、新城，於功勞埔附近注入太平洋。

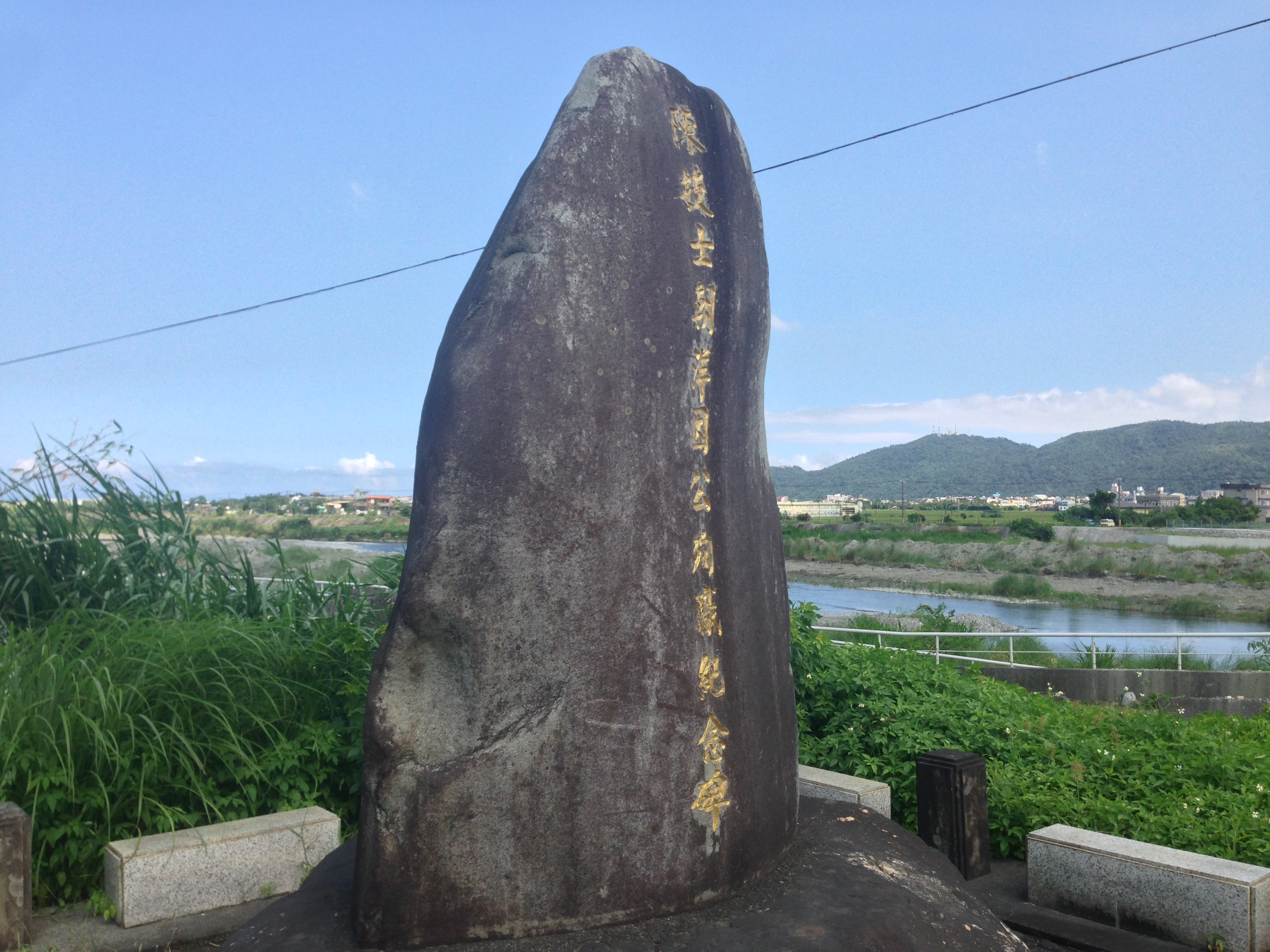
陳技士朝洋因公殉職紀念碑與新城溪

## 水系主要河川
- 新城溪：宜蘭縣蘇澳鎮、冬山鄉、南澳鄉、大同鄉
  - 東武荖坑溪：蘇澳鎮、南澳鄉
  - 武荖坑溪：蘇澳鎮、南澳鄉、大同鄉[3]